# Hugo Schuchardt
Hugo Schuchardt, né le 4 février 1842 à Gotha dans le duché de Saxe-Cobourg et Gotha et mort le 21 avril 1927 à Graz en Autriche, est un linguiste, philologue et spécialiste des langues romanes, du basque et des dialectes, notamment les pidgins, les créoles et la lingua franca. Il fit partie des néogrammairiens.

## Biographie
Il passa son enfance à Gotha. De 1859 à 1864, il fut étudiant à Iéna, où il devient membre du Corps Thuringia Jena, puis à Bonn, où il devient membre du Corps Hansea Bonn. Il étudia avec de nombreux linguistes comme August Schleicher et Kuno Fischer.
En 1864, Schuchardt a obtenu un doctorat avec une thèse intitulée "De Romani Plebei vocalibus" ( « Sur le vocable du latin vulgaire » ). Basé sur une étude attentive d'une grande quantité de textes jamais étudié avant lui", il publia ensuite de 1866 à 1868 ses travaux de recherches dans trois volumes en allemand, "Der Vokalismus des Vulgärlateins". En 1870, Schuchardt fut promu professeur (« habilitation universitaire ») à l'Université de Leipzig et en 1873, il devint professeur de philologie romane à l'Université de Halle, qui était alors un bastion des néogrammairiens. Pendant ce temps, Schuchardt travailla principalement sur des sujets traditionnels en philologie romane avec une forte orientation historique mais prit prit un intérêt pour la linguistique comparée et le mélange des langues comme les dialectes et langues créoles.
En 1876, Schuchardt devint le président du département de philologie romane de l'Université de Graz, avec l'aide du linguiste Johannes Schmidt. Il a étudié sur le terrain au Pays de Galles en 1875 sur les langues celtiques, puis en Espagne en 1879 sur le basque. En 1888, avec sa publication de son ouvrage "Auf Anlass des Volapüks", il promut la création d'une nouvelle langue auxiliaire internationale pour toutes les nations.
Il se rendit en France dans le village de Sare située dans le département des Pyrénées-Atlantiques avec le linguiste Louis-Lucien Bonaparte pour apprendre le basque. Il approfondit ses connaissances sur cet isolat linguistique.
En 1901, il participa au comité pour la création de la délégation pour l'adoption d'une langue auxiliaire internationale. Avec Schmidt, il aida beaucoup à la diffusion de la théorie des vagues.
Schuchardt partagea avec le linguiste suisse Ferdinand de Saussure les concepts fondamentaux du structuralisme, de la distinction entre langage, langue et parole, entre synchronie et diachronie, signifié et signifiant.

## Membre de plusieurs Académies européennes
- En 1882, membre de l'Académie autrichienne des sciences.
- En 1890, membre de l'Académie des inscriptions et belles-lettres
- En 1902, membre de l'Académie italienne des Lyncéens
- En 1912, membre de l'Académie royale des sciences de Prusse
- En 1914, membre de l'Académie royale danoise des sciences et des lettres
- En 1919, membre de l'Académie roumaine
- En 1919, membre de l'Académie de la langue basque

## Travaux publiés
- Der Vokalismus des Vulgärlateins (3 volumes) (1866-1868)
- Die "Cantes Flamencos"  (1881)
- Kreolische Studien (9 volumes) (1882-1891)
- Über die Lautgesetze. Gegen die Junggrammatiker (1885)
- Romanische Etymologien (2 volumes) (1898-1899)
- Die iberische Deklination (1907)
- Sprachursprung (3 volumes) (1919-1920)
- Primitiae Lingvae Vasconum (1923)
- Hugo Schuchardt-Brevier : Ein Vademecum der allgemeinen Sprachwissenschaft (1928) (éditions Leo Spitzer)
- Pidgin and Creole Languages: Selected Essays (réédition anthologique  de 1980), Cambridge.  (ISBN 0521227895).